# اسکریینگهم
اسکریینگهم (به انگلیسی: Scrayingham) یک روستا و محله مدنی در بریتانیا است که در Ryedale واقع شده‌است.